# Alexander A. Aarons
Alexander A. Aarons, auch Alex A. Aarons (* 15. Mai 1890 in Philadelphia, Pennsylvania; † 14. Mai 1943 in Los Angeles) war ein US-amerikanischer Theaterproduzent. Bekannt wurde er durch die Zusammenarbeit mit dem Produzenten Vinton Freedley, die in der Eröffnung des gemeinsamen Alvyn Theatres gipfelte, mit George Gershwin und seinem Bruder Ira Gershwin, mit denen er in den 1920ern und frühen 1930ern neun Musicals produzierte, und mit Fred Astaire und dessen Schwester Adele Astaire.

## Leben

### 1890 bis 1919
Alexander A. Aarons war der Sohn des Theaterproduzenten und Komponisten Alfred E. Aarons. Er wuchs im Theatermillieu auf, wurde durch dieses geprägt und erlernte ein Gespür dafür, Talente zu entwickeln. Er besuchte verschiedene Schulen in New York City. Beruflich wurde er zunächst Besitzer eines Herrenmodegeschäfts in Manhattan.

### 1919 bis 1923 Erste Jahre als Produzent
Aarons Karriere als Theaterproduzent begann 1919. Sein Vater plante das Musical La, La, Lucille mit Victor Herbert als Komponisten. Alexander hatte zuvor Lieder George Gershwins gehört, von dessen Musik er so begeistert war, dass er seinen Vater davon überzeugte, Gershwin als Komponisten für das Musical zu engagieren und es selbst produzieren zu dürfen. Es war ein angemessener Erfolg, doch wurden die Vorstellungen bald auf Grund eines Streiks der Actors’ Equity Association eingestellt. Alex A. Aarons war darauf für eine Post-Broadway-Tour des Musicals verantwortlich. Auch nach der nächsten Produktion The hole in the Wall im Jahr 1920 war er noch immer Miteigentümer des Männermodegeschäftes. Darauf produzierte er an einem kleinen Theater in Philadelphia Oui Madame.mit der Musik von Victor Herbert. Pianist bei den Proben war Vincent Youmans. Für seine nächste Produktion For Goodness’ Sake konnte er Fred Astaire und Adele Astaire gewinnen. Beide engagierte er trotz eines Misserfolges des letzten Musicalengagements der beiden. The Love Letter wurde nämlich nach nur einunddreissig Vorstellungen eingestellt. Fred Astaire schreibt, er sei bei einem Krawattenkauf vom Verkäufer auf seine Karriere angesprochen worden. Der Verkäufer habe sich als Alex A. Aaron entpuppt. Aarons habe ihm seinen Plan eröffnet das nächste Musical mit den Gershwins und den Astaires gemeinsam zu produzieren. So habe Astaire die Bouthique mit einer neuen Krawatte und neuer Hoffnung für seine Broadwaykarriere verlassen. Vier Monate nach dieser Episode am 21. Februar 1922 fand dann die Premiere von For Godness’ Sake  im Lyric Theatre in New York statt. Das Musical enthielt allerdings nur drei Liedern George Gershwins und fünf Songtexte Iras, da beide noch vertraglich anderweitig gebunden waren. Während der Aufführungen im Lyric Theatre in New York konnte Aarons die Astaires auch für eine Londoner Produktion des Musicals überzeugen. Mit dem neuen Titel Stop flirting und vier neuen Liedern von George Gershwin bereichert, kam die Produktion dort auf 455 Aufführungen. Keine Theaterproduktion mit Fred Astaire erreichte mehr Aufführungen.

### 1924 bis 1933 Zusammenarbeit mit Vinton Freedley
Darauf begann die langjährige Zusammenarbeit Aarons mit Vinton Freedley. Freedley war in For Godness’ sake als Schauspieler engagiert gewesen. Dadurch lernten sich die beiden näher kennen und beschlossen als Produktionsteam zusammenzuarbeiten. Nach der ersten gemeinsamen Produktion The new Poor im Januar und Februar 1924 im Playhouse Theatre gewannen sie George und Ira Gershwin sowie die beiden Astaires für ihre nächste Produktion Lady, Be Good!. Das Musical wurde ein großer finanzieller Erfolg. Die Gershwins wurden zu ihren Hauskomponisten und die nächsten Produktionen bis 1927, Tell me More, Tip-Toes, Oh, Kay! und Funny Face stammten aus deren Feder. Oh, Kay! wurde ein Riesenerfolg. Es debütierte der englische Star Gertrude Lawrence in Amerika. Bei Funny Face spielten wieder die Astaires die Hauptrollen. Das erste Musical wieder ohne Beteiligung der Gershwins war Here’s Howe 1928. Die Musik verfassten Roger Wolfe Kahn und Joseph Meyer (1894–1987). Den Text schrieb Irving Caesar. Der Song Crazy Rhythm daraus wurde zu einem Jazzstandard. Weitere Musicals des Jahres 1928 waren Hold Everything! und Treasure Girl von George und Ira Gershwin, welches der erste Flop in der Zusammenarbeit der Gershwins mit Aarons und Freedley wurde. 1929 folgten Spring is here und Heads up!. Zu beiden schrieb Richard Rodgers die Musik und Lorenz Hart den Text. Nach dem Börsencrash 1929 verringerte sich die Anzahl der Neuproduktionen. Es dauerte fast ein Jahr bis am 14. Oktober 1930 Girl crazy folgte. Es war die letzte erfolgreiche Zusammenarbeit der Gershwins mit Aarons und Freedley und es war auch die letzte gemeinsame Produktion Aarons mit Freedley im Alwyn Theatre. Wegen der finanziellen Verluste in Zeiten der Wirtschaftskrise mussten sie wie viele andere Theaterbesitzer das Theater trotz des Erfolgs der aktuellen Produktion an ihre Gläubiger abgeben. Zunächst arbeiteten Aarons und Freedley noch gemeinsam weiter, sowohl am Alvin Theatre als auch an anderen Theatern. Singin' the Blues 1931 und Pardon my English 1933, die neunte und letzte Musicalproduktion mit den Gershwins, waren die letzten gemeinsamen Produktionen Aarons und Freedleys. Aarons erholte sich nicht mehr von seinen finanziellen Verlusten und zog sich aus dem Theatergeschäft zurückzog.

### 1934 bis 1943 Hollywood
Daraufhin versuchte Aarons sein Glück in Hollywood, aber ohne großen Erfolg. 1935 war er Produktionsassistent bei Broadway Melody of 1936. Bei den Vorbereitungen zum biografischen Musicalfilm Rhapsodie in Blau über das Leben George Gershwins hatte er bis zu seinem Tod eine beratende Funktion.  Alex A. Aarons war mit Ella Mulligan verheiratet. Die Ehe blieb kinderlos.

## Produktionen (Auswahl).

### The Hole in the Wall
Das Schauspiel in drei Akten von Fred Jackson (1886–1953) wurde am 26. März 1920 im Punch and Judy Theatre uraufgeführt und kam bis Juni 1920 auf dreiundsiebzug Aufführungen. Schauplätze sind Madam Mystera’s und ein Polizeikommissariat. Mitproduzent war George B. Seitz.

### For Godness’ Sake
Das Musical in zwei Akten wurde am 21. Februar 1922 im Lyric Theatre uraufgeführt und kam bis zum 20. Mai 1922 auf einhundertacht Aufführungen. Den Text nach einem Buch von Fred Jackson schrieb Arthur Jackson. Die Musik verfassten William Daly und Paul Lannin. Auch George Gershwin schrieb drei Songs für das Musical und sein Bruder Ira steuerte fünf Songtexte bei. Bekanntestes Stück und ein Höhepunkt des Musicals wurde All to Myself aus der Feder der Gershwins.

### The New Poor
Das Schauspiel in drei Akten von Cosmo Hamilton († 1942) wurde am 7. Januar 1924 im Playhouse Theatre uraufgeführt und kam bis Februar 1924 auf zweiunddreissig Aufführungen. Mitproduzent war Vinton Freedley.

### Lady, Be Good!
Das Musical in zwei Akten wurde am 1. Dezember 1924 im Liberty Theatre uraufgeführt und kam bis zum 12. September 1925 auf dreihundertdreissig Aufführungen. Den Text nach einem Buch von Guy Bolton und Fred Thompson (1884–1949) schrieb Ira Gershwin. Die Musik stammt von George Gershwin. Mitproduzent war Vinton Freedley.

### Tell me more
Das Musical in zwei Akten wurde am 13. April 1925 im Gaiety Theatre uraufgeführt und kam bis zum 11. Juli 1925 auf einhundert Aufführungen. Den Text nach einem Buch von Fred Thompson und William K.Wells (1884–1956) schrieben B.G. DeSylva und Ira Gershwin. Die Musik stammt von George Gershwin.

### Tip-Toes
Das Musical in zwei Akten wurde am 28. Dezember 1925 im Liberty Theatre uraufgeführt und kam bis zum 12. Juni 1926 auf einhundertzweiundneunzig Aufführungen. Den Text nach einem Buch von Den Text nach einem Buch von Guy Bolton und Fred Thompson schrieb Ira Gershwin. Die Musik stammt von George Gershwin. Mitproduzent war Vinton Freedley. Die Hauptrollen spielten QueenieSmith und Jeanette MacDonald. Bekannte Songs daraus waren Looking for a boy, That certain feeling, Sweet and Low down.

### Oh, Kay!
Das Musical in zwei Akten wurde am 22. November 1927 im Alvin Theatre uraufgeführt und kam bis zum 23. Juni 1928 auf zweihundertvierundvierzig Aufführungen. Den Text nach einem Buch von Guy Bolton und P. G. Wodehouse schrieb Ira Gershwin. Die Musik stammt von George Gershwin. Mitproduzent war Vinton Freedley. Die Hauptdarsteller waren Gertrude Lawrence, Oscar Shaw, Victor Moore und Betty Compton. Erfolgreiche Songs daraus wurden Maybe, Clap Yo’ Hands, Do, Do, Do und Someone to watch over me.

### Funny Faces
Das Musical in zwei Akten wurde am 22. Mai 1927 im Alvin Theatre uraufgeführt und kam bis zum Juni 1928 auf zweihundertvierundvierzig Aufführungen. Den Text nach einem Buch von Fred Thompson und Paul Girard Smith schrieb Ira Gershwin. Die Musik stammt von George Gershwin. Mitproduzent war Vinton Freedley. Fred und Adele Astaire waren die Hauptdarsteller. Erfolgreiche Songs wurden Funny Face, 'S Wonderful und My one and only.

### Here’s Howe
Das Musical in zwei Akten wurde am 1. Mai 1928 im Broadhurst Theatre uraufgeführt und kam bis zum 30. Juni 1928 auf einundsiebzig Aufführungen. Den Text nach einem Buch von Fred Thompson und Paul Girard Smith schrieb Irving Caesar. Die Musik stammt von Roger Wolfe Kahn und Joseph Meyer. Mitproduzent war Vinton Freedley. Erfolgreichster Song daraus wurde Crazy Rhythm.

### Treasure Girl
Das Musical in zwei Akten wurde am 11. August 1928 im Alvin Theatre uraufgeführt und kam bis zum 5. Januar 1929 auf achtundsechzig Aufführungen. Den Text nach einem Buch von Fred Thompson und Vincent Lawrence († 1946) schrieb Ira Gershwin. Die Musik stammt von George Gershwin. Mitproduzent war Vinton Freedley. Hauptdarsteller zu Beginn waren Gertrude Lawrence, Clifton Webb und Walter Catlett. Bekannte Songs daraus wurden I’ve Got A Crush On You, Oh,so nice, I don’t think I’ll fallin love today und Feeling I’m falling.

### Hold everything
Das Musical in zwei Akten wurde am 10. Oktober 1928 im Broadhurst Theatre uraufgeführt und kam bis zum 5. Oktober 1929 auf einundsiebzig Aufführungen. Den Text nach einem Buch von John McGowan (1894–1977) und B. G. DeSylva schrieben Lew Brown und B.G. DeSylva. Die Musik stammt von Ray Henderson. Mitproduzent war Vinton Freedley.

### Spring is here
Das Musical in zwei Akten wurde am 11. Mai 1929 im Alvin Theatre uraufgeführt und kam bis zum 8. Juni 1929 auf einhundertvier Aufführungen. Den Text nach einem Buch von Owen Davis schrieb Lorenz Hart. Die Musik stammt von Richard Rodgers. Mitproduzent war Vinton Freedley. Bekanntester Song wurde With a song in my heart.

### Heads up
Das Musical in zwei Akten wurde am 11. November 1929 im Alvin Theatre uraufgeführt und kam bis zum 15. März 1930 auf einhundertvierundvierzig Aufführungen. Den Text nach einem Buch John McGowan und Paul Gerard Smith schrieb Lorenz Hart. Die Musik stammt von Richard Rodgers. Mitproduzent war Vinton Freedley. Hauptdarsteller zu Beginn waren Ray Bolger und Victor Moore.

### Girl Crazy
Das Musical in zwei Akten wurde am 30. Oktober 1930 im Alvin Theatre uraufgeführt und kam bis zum 6. Juni 1931 auf zweihundertzweiundsiebzig Aufführungen. Den Text nach einem Buch von Guy Bolton und John McGowan schrieb Ira Gershwin. Die Musik stammt von George Gershwin. Mitproduzent war Vinton Freedley. Bekannte Songs wurden Bidin' my time, Embraceable you,But not for me und I got rhythm. Zu den Dararstellern zählten Willie Howard, Ginger Rogers und Ethel Merman bei ihrem Broadwaydebüt.

### Pardon my English
Das Musical in zwei Akten wurde am 20. Januar 1933 im Majestic Theatre uraufgeführt und kam bis zum 25. Februar 1933 auf dreiundvierzig Aufführungen. Den Text nach einem Buch von Herbert Fields schrieb Ira Gershwin. Die Musik stammt von George Gershwin. Mitproduzent war Vinton Freedley.

## The Alvin Theatre
Aarons und Freedley veranlasste der Erfolg von Oh,Kay! dazu, ein eigenes Theater zu eröffnen. Die erste Vorstellung fand am 22. November 1927 mit dem Musical Funny Face statt. Das Musicaltheater wurde vom Architekten Herbert J. Krapp entworfen und fasste zwischen 1400 und 1500 Zuschauern. Der Name wurde aus den ersten Silben der Vornamen Alex und Vinton gebildet. 1983 wurde es nach Neil Simon in Neil Simon Theatre umbenannt.